# Cophixalus bewaniensis
Cophixalus bewaniensis és una espècie de granota que viu a la Serralada Bewani, al nord de Papua Nova Guinea.